# DDR-Vergangenheit und psychische Gesundheit: Risiko- und Schutzfaktoren
| Leiter:          | Elmar Brähler, Manfred E. Beutel                |
| Projektlaufzeit: | 01.04.2019 – 31.03.2023                         |
| Förderer:        | Deutsches Zentrum für Luft- und Raumfahrt (DLR) |
| Ort:             | Mainz, Leipzig, Greifswald, Berlin              |
| Website:         | ddr-studie.de                                   |

Das interdisziplinäre Forschungs-Verbundprojekt DDR-Vergangenheit und psychische Gesundheit: Risiko- und Schutzfaktoren (DDR-PSYCH) erforscht Schutz- und Risikofaktoren der psychischen Gesundheit, die mit verschiedenen Aspekten einer DDR-Vergangenheit in Verbindung gebracht werden können.

## Durchführung
Der Verbund analysiert gemeinsam Daten aus mehreren groß angelegten Bevölkerungsstudien. Er untersucht Unterschiede und Gemeinsamkeiten in der psychischen Gesundheit von Ost- und Westdeutschen. Ziel ist differenzierte Aussagen zu Auswirkungen des DDR-Systems auf die psychische Gesundheit zu treffen, wobei nicht nur systembedingte Risikofaktoren, sondern auch Resilienz fördernde Faktoren beleuchtet werden.
Beteiligte Verbundpartner sind das Deutsche Institut für Wirtschaftsforschung (DIW), das Robert Koch-Institut (RKI), die Universität Greifswald, das Universitätsklinikum Leipzig sowie das Zentrum für Audiovisuelle Produktion (ZAP) der Johannes Gutenberg-Universität Mainz. Die Projektleitung liegt bei der Klinik für Psychosomatische Medizin und Psychotherapie, Universitätsmedizin der Johannes Gutenberg-Universität Mainz.

## Themen
Jeder Verbundpartner fokussiert sich auf unterschiedliche Unterthemen, deren Ergebnisse zu einem breiteren Verständnis von den Auswirkungen des DDR-Systems auf die psychische Gesundheit beitragen.

### Universitätsmedizin Mainz
Die Universitätsmedizin Mainz untersucht Risiko- und Schutzfaktoren für die psychische Gesundheit der ostdeutschen und westdeutschen Bürger unter besonderer Berücksichtigung der Binnenmigration, also der Personengruppe, die im Laufe ihres Lebens ihren Wohnsitz von Ost- nach Westdeutschland bzw. von West- nach Ostdeutschland verlegt hat. Es werden Zusammenhangsmuster der psychischen Gesundheit unter Berücksichtigung sozial-struktureller Einflüsse des DDR-Systems und transgenerationaler Einflüsse anhand langjährig geführter Repräsentativbefragungen und Kohortenstudien analysiert (REP, ALLBUS, Sächsische Längsschnittstudie, SOEP, GESIS Panel, NAKO).

### Deutsches Institut für Wirtschaftsforschung
Das Deutsche Institut für Wirtschaftsforschung (DIW) untersucht die langfristigen Auswirkungen der DDR-Vergangenheit und des Umbruchs nach der deutschen Wiedervereinigung auf die psychische Gesundheit und das Wohlbefinden. Dabei werden zwei Schwerpunkte in den Analysen gesetzt: Zum einen werden, basierend auf retrospektiven Angaben zur Lebenssituation in der DDR und der sozioökonomischen Entwicklung Anfang der 90er und bis in die Gegenwart, Lebenslaufprofile identifiziert, die für psychische Gesundheit als Schutz- und Risikofaktoren wirken können. Zum anderen wird analysiert, welche Rolle Persönlichkeitseigenschaften neben den sozioökonomischen Faktoren für die Entwicklung der psychischen Gesundheit im Übergang von DDR zur gesamtdeutschen Geschichte und bis heute gespielt haben. Alle Analysen basieren primär auf Daten des sozio-ökonomischen Panels (SOEP) und beinhalten einen Vergleich zwischen Ost- und Westdeutschland.

### Robert Koch-Institut
Das Robert Koch-Institut (RKI) nutzt Daten bevölkerungsrepräsentativer Gesundheitssurveys, die zu fünf Zeitpunkten erhoben wurden: 1991–1992, 1998, 2003, 2008–2011, 2009–2012. Anhand dieser Daten wird zunächst beschrieben, welche Gemeinsamkeiten und Unterschiede in der psychischen und psychosozialen Gesundheit von Menschen, die in der ehemaligen DDR bzw. der Bundesrepublik Deutschland und West-Berlin sozialisiert wurden, bestehen. Da die Daten einen Zeitraum von 20 Jahren umfassen, können auch Aussagen darüber getroffen werden, wie langfristig die gesundheitlichen Auswirkungen der Sozialisation in der ehemaligen DDR sind. Außerdem soll im Rahmen von Kohortenanalysen untersucht werden, welche Rolle das Alter spielt, in dem man in der DDR gelebt und die Wiedervereinigung erlebt hat. Ein weiterer Schwerpunkt des Teilprojektes stellen Zusammenhänge zur sozialen Lage dar. Zum einen wird untersucht, ob die bekannten sozialen Unterschiede in der psychischen und psychosozialen Gesundheit bei Menschen, die in der ehemaligen DDR bzw. BRD sozialisiert wurden, ähnlich oder unterschiedlich ausgeprägt sind. Zum anderen wird betrachtet, ob Unterschiede in der psychischen und psychosozialen Gesundheit auf eine unterschiedliche Sozialisation oder Unterschiede in der sozialen Lage, also z. B. in Bezug auf Einkommen, Bildung oder Berufsstatus, zurückgehen.

### Universität Greifswald
Die Universität Greifswald analysiert u. a. auf Grundlage von Daten der „Study of Health in Pomerania“ (SHIP), des assoziierten LEGENDE-Projekts sowie von Daten ausgewählter deutschlandweiter Repräsentativ-Befragungen die langfristigen Auswirkungen von kollektiv geteilten biographischen Übergängen im Kontext der DDR-Sozialisation auf Lebensqualität, (Wohl-)Befinden und subjektive Gesundheit sowie die adaptive Funktion und indirekte Wirkung psychosozialer Ressourcen.

### Universitätsklinikum Leipzig
Das Universitätsklinikum Leipzig untersucht den sozialen und politischen Kontext als Risiko- und Schutzfaktor für mentale Gesundheit, unter Berücksichtigung vulnerabler Populationen, wie zum Beispiel Vertriebener, politisch Verfolgter und Überlebender von Kindheitstraumata. Obwohl das westdeutsche System bei innerdeutschen Vergleichen oft als Referenzstandard herangezogen wird, gab es natürlich auch dort belastende Faktoren (z. B. prekäre Arbeitsbedingungen, Arbeitslosigkeit, mangelnde Chancengleichheit), welche zu einer Stressbelastung beigetragen haben. Gleichzeitig gab es im gesellschaftlichen System der ehemaligen DDR protektive Faktoren, wie zum Beispiel gleichberechtigte Rollenverteilung in der Arbeitswelt und soziale Unterstützung im Rahmen der Kinderbetreuung. Anhand von regionalen und repräsentativen Stichproben wird die Wirkung des sozio-politischen Kontexts als Risiko- bzw. Schutzfaktor für mentale Gesundheit untersucht.

### Zentrum für Audiovisuelle Produktion
Das Zentrum für Audiovisuelle Produktion der Universität Mainz zielt darauf ab, die Vermittlung der Fragestellungen und Projektergebnisse an ein breites Fach- und Laienpublikum medial zu unterstützen. Wissenschaftliche Fragestellungen, Ansätze und Methoden sollen visualisiert und erklärt werden, um im Sinne des „Public Understanding of Science“ die Akzeptanz und das Verständnis für die gesamtgesellschaftlichen Potentiale der DDR-Forschung, aber auch für den wissenschaftlichen Prozess selbst, zu fördern.

## Veröffentlichungen (Auswahl)
- L. Altweck, S. Hahm, H. Muehlan, T. Gfesser, C. Ulke, S. Speerforck, G. Schomerus, M. E. Beutel, E. Brähler, S. Schmidt: The interplay of gender, social context, and long-term unemployment effects on subjective health trajectories. In: BMC public health. Band 21, Nr. 1, 2021, S. 1–11. doi:10.1186/s12889-021-10324-8

- H. Berth, E. Brähler, M. Zenger, Y. Stöbel-Richter (2020): 30 Jahre ostdeutsche Transformation: Sozialwissenschaftliche Ergebnisse und Perspektiven der Sächsischen Längsschnittstudie. Psychosozial-Verlag, Gießen, ISBN 978-3-8379-2784-9.

- M. E. Beutel, L. Krakau, G. Schmutzer, E. Brähler: Somatic symptoms in the Eastern and Western states of Germany 30 years after unification: Population-based survey analyses. Journal of Psychosomatic Research. 147 2021, S. 110535. doi:10.1016/j.jpsychores.2021.110535

- M. Brunner, A. Heller: Politisierung im Kontext DDR. Sonderausgabe der Psychologie & Gesellschaftskritik. 44 (3/4) 2020.

- S. Buecker, T. Ebert, F. M. Götz, T. M. Entringer, M. Luhmann: In a Lonely Place: Investigating Regional Differences in Loneliness. In: Social Psychological and Personality Science. Band 12, Nr. 2, 2021, S. 147–155. doi:10.1177/1948550620912881

- T. M. Entringer, J. E. Gebauer, J. Eck, W. Bleidorn, P. J. Rentfrow, J. Potter, S. D. Gosling: Big Five facets and religiosity: Three large-scale, cross-cultural, theory-driven, and process-attentive tests. In: Journal of Personality and Social Psychology. Band 120, Nr. 6, 2021, S. 1662–1695. doi:10.1037/pspp0000364

- A. Farugie, A. Heller, M. Beutel, A. Tibubos, E. Brähler: Psychische Belastungen in den alten und neuen Bundesländern 30 Jahre nach Mauerfall. In: Psychiatrische Praxis. 2021. doi:10.1055/a-1675-1365

- A. Heller, O. Decker, E. Brähler (Hrsg.): Prekärer Zusammenhalt. Die Bedrohung des demokratischen Miteinanders in Deutschland. Psychosozial-Verlag, Gießen 2020, ISBN 978-3-8379-3050-4.

- C. Kasinger, D. Otten, Y. Stöbel-Richter, M. E. Beutel, M. Zenger, E. Brähler, H. Berth: Binnenmigration und psychische Gesundheit in der Sächsischen Längsschnittstudie – Relevante Faktoren 20 und 30 Jahre nach der Wiedervereinigung. In: Psychotherapie, Psychosomatik, Medizinische Psychologie. 2021. doi:10.1055/a-1662-5395

- T. Lampert, S. Müters, B. Kuntz, S. Dahm, E. Nowossadeck: Beschreibung der gesundheitlichen Lage in Ost und West sowie deren Entwicklung in den letzten 30 Jahren. In: Journal of Health Monitoring. Band 4, Nr. S2, 2019, S. 2–25. doi:10.25646/6076

- S. Liebig, L. Buchinger, T. Entringer, S. Kühne: Ost- und Westdeutschland in der Corona-Krise: Nachwendegeneration im Osten erweist sich als resilient. In: Wochenbericht des DIW. 38/2020, S. 722–730. doi:10.18723/diw_wb:2020-38-5

- C. Ulke, T. Fleischer, H. Muehlan, L. Altweck, S. Hahm, H. Glaesmer, J. M. Fegert, M. Zenger, H. J. Grabe, D. Schmidt, M. E. Beutel, G. Schomerus, E. Brähler, S. Speerforck: Socio-political context as determinant of childhood maltreatment: A population-based study among women and men in East and West Germany. In: Epidemiology and Psychiatric Sciences. 30, 2021, S. E72. doi:10.1017/S2045796021000585

- C. Ulke, T. Gfesser, T. Fleischer, L. Altweck, S. Hahm, H. Muehlan, A. Heller, M. Beutel, S. Schmidt, H. Grabe, G. Schomerus, E. Brähler, S. Speerforck: Later-life depressive symptoms and anxiety attacks in displaced and nondisplaced populations. In: Journal of Affective Disorders Reports. Band 3, 2021, S. 100061. doi:10.1016/j.jadr.2020.100061